# رمح الأمة
رمح الأمة (أومكهونتو ويه سيزويه MK) تنظيم إرهابي أسسه نيلسون مانديلا مع غيره سنة 1961م بعد تحذيرات للحكومة بأن تتخذ خطوات نحو الإصلاح الدستوري، فقوبل الرفض الحكومي بهذا التنظيم ليكون الجناح المسلح لحركة المؤتمر الوطني الأفريقي عقب مذبحة شاربفيل التي وقعت في إقليم ترانسفال، والتي أولدت قناعة لدى عموم المعارضة في جنوب أفريقيا بأن المؤتمر لا يمكن له أن يستمر في العمل السلمي وحده، فتأسست حركة رمح الأمة بهدف محاربة حكومة الفصل العنصري المتمثلة في الحزب الوطني. وتميزت هجمات هذا التنظيم بأسلوب حرب العصابات واستهدفت منشآت حكومية وعسكرية وحيوية من بنية تحتية ومحطات كهربائية ونحوه، فاتهمت في ظل الحرب الباردة بمحاولة قلب نظام الحكم لصالح حسابات سوفييتية وصنفت لدى الولايات المتحدة وبريطانيا في عهد ثاتشر والدول الغربية عموما على أنها منظمة إرهابية وتم حظرها.
وبحسب إحصاءات شرطة جنوب إفريقيا، سقط جراء عمليات الحركة 130 من الضحايا، منهم 30 منتمين للحكومة و40 من البيض و60 من السود. نسب الى الجماعة ممارسة التقليد مع السوذ الذي ادو لحرق عدد من السود احياء. وهناك حدل هل لهذه الجماعة الارهابية علاقة بها او لا.
وقد ادعى الموساد أنها وفرد لمانديلا شخصيا تدريبا في الجودو والسلاح والتخريب سنة 1962م.